# ヴィーンヌィツャ (コルベット)
U206 ヴィーンヌィツャ(ウクライナ語:U206 Вінницяヴィーンヌィツャ)は、ウクライナのコルベット(Корвет)である。艦名は同名の都市名に因む。

## 概要

### ソ連時代
ヴィーンヌィツャは、ソ連時代にソ連国家保安委員会(KGB)向けの国境警備艦として建造された。
1975年12月23日、1124-P号計画によって建造される6番艦として、工場番号第775号艦がタタール自治ソヴィエト社会主義共和国のA・M・ゴーリキイ記念ゼレノドーリスク造船所で起工された。1976年6月17日にはKGBの海上国境局に登録され、第780号艦はドニエプル川に因んでドニエプル(Днепрドニェープル)と命名された。
同年9月12日には進水、同年春にはアゾフ海に面したバラクラーヴァの内水システムに引き渡された。ドニエプルは、同地において海上公試を実施した。同年12月31日に試験が終了すると、国境局のバラクラーヴァ国境警備艦軍事管区西国境警備管区に配備された。
ドニエプルは、1977年4月7日から実質的な稼動体制に入った。その任務において、ドニエプルはクリミア半島沿海の黒海における200浬排他的経済水域の警備に当たった。

### ウクライナ時代

ソビエト連邦の崩壊後、ドニエプルはロシア海軍黒海艦隊に編入された。しかし、協議の結果ドニエプルはウクライナに引き渡されることとなった。1992年6月、ドニエプルはウクライナ海軍に編入されその名をU206 ヴィーンヌィツャと改めた。種別も、コルベットに変更された。同年11月26日には、ロシア海軍を正式に除籍された。なお、ウクライナ海軍への引渡しに伴い、艦首に彫刻されている「赤い星」は艦体色に塗り潰された。
ウクライナ海軍において、ヴィーンヌィツャは対潜任務を主とする小型戦闘艦艇として使用された。2001年にはムィコラーイウの61コムナール記念工場でオーバーホールが実施された。2004年からは根拠地をセヴァストーポリに移し、2005年5月にはストリレーツィケに移した。
また、2005年8月3日から8月31日にかけて実施された黒海周辺国家による国際演習「黒海パートナーシップ2005」にヴィーンヌィツャはウクライナ海軍の代表として参加した。この演習には、他の年度にはフリゲートのU130 ヘーチマン・サハイダーチヌイやコルベットのU200 ルーツィク、海洋掃海艦U310 チェルニーニウが参加している。2005年度の参加国はブルガリア、グルジア、ルーマニア、トルコ、ウクライナで、演習艦隊はロシアを含む各国の都市港湾を巡回した。ウクライナでは海軍本拠地であるセヴァストーポリが提供され、同地ではヴィーンヌィツャの他、海洋掃海艦U311 チェルカースィや救難艦クレメーネツィが参加した。
近年では、2007年9月に実施されたウクライナ軍の軍事演習「アルテーリヤ2007」(Артерія – 2007)に参加している。この演習は近年実施されたものの中では大規模なもので、戦闘艦艇は他に姉妹艦のU209 テルノーピリやミサイルコルベットのU155 プルィドニプローヴィヤが参加している。また、海軍からはKa-27PLおよびBe-12からなる対潜攻撃部隊、BTR-80などを装備した陸戦部隊が参加している。
2022年ウクライナ戦争開戦後ロシアのミサイル攻撃により海没し船体が横倒しになり左舷側が完全に水に浸かっている。当艦は2021年に退役し、オチャコボ海軍基地の桟橋のドネプロバグ河口のキンバーンスピットの向かいに停泊し処分待ちだった。 

### 画像リンク
- Фотоальбом :: Корвет "Винница" ВМС Украины (黒海艦隊の公式紹介ページ) （ロシア語）

### 解説リンク
- Малый противолодочный корабль "Днепр" Черноморского Флота (黒海艦隊の公式紹介ページ) （ロシア語）
- santexnick: Корабли и суда ВМС  Украины 1992-20 （ロシア語）
- Севастополь.ws :: Форумы :: Просмотр темы - Корабли и суда ВМСУ - 1992-2006 （ロシア語）
- Справочник по ВМСУ （ロシア語）
- Корвет 1124П （ロシア語）
- 5 ОБПСКР - ПСКРы "Измаил", "Днепр" и другие - ПОГРАНЕЦ. ПОГРАНИЧНИК. Пограничные войска. Граница. Форум пограничников, общение, фотогалерея, поиск сослуживцев （ロシア語）
- ФОРУМ.ПОГРАНИЧНИК.ру > ПСКРы "Измаил" и "Днепр" - 2382 И, 2382 А （ロシア語）
- Военно-Морская Коллекция / Малые противолодочные корабли пр. 1124 ("Альбатрос") （ロシア語）
- Сайт «АТРИНА» • Малый противолодочный корабль 1124 / 1124-П / 1124-М «Альбатрос» типа МПК-147; Grisha class （ロシア語）
- Пограничные сторожевые корабли проекта 1124 и 1124ПМ— 17+3 ед. （ロシア語）
- Russarms.com / Корабли ВМФ / Противолодочные корабли / Проект 1124 «Альбатрос»[リンク切れ] （ロシア語）
- TARGET&ЗВО / СТОРОЖЕВЫЕ КОРАБЛИ СССР 1945-1991 （ロシア語）
- Електроннi Вiстi - Военнопромышленный комплекс / КОРВЕТ "ВИННИЦА" ПРИМЕТ УЧАСТИЕ В УЧЕНИЯХ "ЧЕРНОМОРСКОЕ ПАРТНЕРСТВО-2005" （ウクライナ語）
- Defence Express News - КОРВЕТ «ВИННИЦА» БУДЕТ ПРЕДСТАВЛЯТЬ ВМС УКРАИНЫ НА ВОЕННО-МОРСКИХ УЧЕНИЯХ ГРУППЫ BLACKSEAFOR （ロシア語）
- https://vk.com/video-50332460_456355519
- https://focus.ua/voennye-novosti/518637-vydumannaya-pobeda-rossmi-soobshchayut-o-zatoplenni-korablya-ukrainy-vinnica-foto(ロシア語)